# Velîki Zahaiți, Șumsk
Velîki Zahaiți (în ucraineană Великі Загайці) este localitatea de reședință a comunei Velîki Zahaiți din raionul Șumsk, regiunea Ternopil, Ucraina.

## Demografie
Componența lingvistică a localității Velîki Zahaiți
     Ucraineană (98,17%)
     Rusă (1,67%)
     Alte limbi (0,16%)
Conform recensământului din 2001, majoritatea populației localității Velîki Zahaiți era vorbitoare de ucraineană (98,17%), existând în minoritate și vorbitori de rusă (1,67%).